# Eupelmidae
Famille
Les Eupelmidae sont une famille d'hyménoptères de la super-famille des Chalcidoidea, dont les espèces sont des parasitoïdes de divers ordres d'insectes ou, pour certains, d'araignées.
Elle se divise en trois sous-familles, une soixantaine de genres et plus de 900 espèces décrites. Eupelmus est le genre type.

## Morphologie
Le Eupelmidae présentent un corps allongé (1,3 à 7,5 mm), à éclat métallique le plus souvent noir, parfois orange ou jaune. 
Les antennes sont en massue ovoïde, le mésonotum est plus ou moins saillant, sa partie centrale est concave ou creusée de plusieurs sillons. 
Les ailes sont réduites, la tarière est droite et rigide mais ne dépassant pas en longueur celle du corps. Le mâle a souvent des antennes ramifiées. Ils sont proches des Encyrtidae :
- Patte intermédiaire ayant un éperon long et fort, « griffe » sur peigne.
- Mésopleure convexe, adapté au saut.
- Hanches médianes insérées juste devant les hanches postérieures.
- Mésoscutum ayant une partie concave.

Sous-famille Eupelminae, la plus fréquente :
- Eupelmus : le dernier tergite est fendu en deux et comprend un petit sclérite surnuméraire. Ce sont des parasites d'insectes de galles, tiges, fruits.
- Anastatus : dernier tergite sans incision. Ce sont des parasites oophages de lépidoptères, punaises (sur caféier), mantes, blattes).

## Biologie
Ce sont des endoparasites larvaires de lépidoptères, homoptères, hyménoptères, coléoptères, neuroptères, orthoptères ainsi que de blattes. Des espèces sont prédatrices d'œufs ou de larves d'insectes ou d'araignées. 
Quelques-uns sont endoparasitoïdes d'œufs de lépidoptères, orthoptères et hémiptères (Anastatus) et de Mantispidae. 
La plupart sont solitaires, certains sont grégaires, en majorité ectoparasitoïdes.
Plusieurs espèces parasitent des oothèques de blattes : Anastatus blattidifurax, Anastatus tenuipes, Anastatus floridanus, Anastatus umae, Eupelmus atriflagellum et Solindenia picticornis.
Leur fécondité est faible, (20 à 50 œufs) et leur développement demande de 12 à 30 jours. 
Ils sont bons sauteurs. Ils sont peu spécifiques[Quoi ?].

## Liste des sous-familles
Selon BioLib (20 juin 2021) :
- Calosotinae
- Eupelminae
- Neanastatinae

## Liste des genres
Selon GBIF (20 juin 2021) :
- Anastatus Motschulsky, 1859
- Arachnophaga Ashmead, 1896
- Archaeopelma Gibson, 1989
- Argaleostatus Gibson, 1995
- Aspidopleura Gibson, 2009
- Australoodera Girault, 1922
- Balcha Walker, 1862
- Brasema Cameron, 1884
- Brevivulva Gibson, 2009
- Calosota Curtis, 1836
- Calosota Girault, 1927
- Calymmochilus Masi, 1919
- Cervicosus Gibson, 1995
- Cordyloodera Blanchard, 1956
- Coryptilus Gibson, 1995
- Ecnomocephala Gibson, 1995
- Elemba Cameron, 1908
- Enigmapelma Gibson, 1995
- Eopelma Gibson, 1989
- Eueupelmus Girault, 1931
- Eupelmella Masi, 1919
- Eupelmoides Masi, 1917
- Eupelmus Dalman, 1820
- Eusandalum Ratzeburg, 1852
- Eutreptopelma Gibson, 1995
- Ischnopsis Ashmead, 1896
- Lambdobregma Gibson, 1989
- Lecaniobius Ashmead, 1896
- Licrooides Gibson, 1989
- Lutnes Cameron, 1884
- Macreupelmus Ashmead, 1896
- Merostenus Walker, 1837
- Mesocomys Cameron, 1905
- Metapelma Westwood, 1835
- Neanaperiallus Gibson, 2009
- Neanastatus Girault, 1913
- Omeganastatus Gibson, 1995
- Ooderella Ashmead, 1896
- Ooderoidea Girault, 1911
- Oozetetes de Santis, 1970
- Paraeusandalum Gibson, 1989
- Paranastatus Masi, 1917
- Parooderelloides Girault, 1913
- Pentacladia Westwood, 1835
- Phenaceupelmus Gibson, 1995
- Phlebopenes Perty, 1833
- Prionopelma Westwood, 1835
- Psomizopelma Gibson, 1995
- Reikosiella Yoshimoto, 1969
- Rhinoeupelmus Gibson, 1995
- Sauteria Masi, 1927
- Tanythorax Gibson, 1989
- Taphronotus Gibson, 1995
- Tineobiopsis Gibson, 1995
- Tineobius Ashmead, 1896
- Uropelma Sharkov, 1988
- Xenanastatus Boucek, 1988
- Zaischnopsis Ashmead, 1904
- Zalophothrix Crawford, 1908